# Lielais Kristaps
Lielais Kristaps (lettisch für ‚Der Große Christopher‘) ist eine der höchsten Auszeichnungen im lettischen Kino. Es wurde 1977 ins Leben gerufen und wird im Rahmen des Lettischen Nationalen Filmfestivals verliehen. Aus verschiedenen Gründen wurde das Festival 1992, von 1994 bis 1995, 1997 und 1999 nicht abgehalten, von 2001 bis 2009 fand es alle zwei Jahre statt, 2010, 2011 und 2013 wiederum nicht. Seit 2014 wird es wieder jedes Jahr abgehalten.
Das Festival wird von der Latvian Filmmakers Union in Zusammenarbeit mit dem National Film Centre und dem Ministerium für Kultur der Republik Lettland ausgerichtet.

## Preisträger
- 2019: Gints Zilbalodis
- 2025: Gints Zibalodis